# Yozgat (Provinz)
Yozgat ist eine türkische Provinz in Zentralanatolien. Sie liegt zwischen der Hauptstadt Ankara und Sivas. Verwaltungssitz der Provinz ist die gleichnamige Stadt Yozgat. Yozgat liegt auf einer Höhe von 1300 Metern, das Klima ist trocken, die Winter streng und die Sommer mild. Im Norden grenzt Yozgat an die Provinzen Çorum, Amasya und Tokat, im Osten an Sivas, im Süden an Kayseri und Nevşehir und im Westen an Kırşehir und Kırıkkale.

## Infrastruktur und Wirtschaft
Die Region ist durch den Weizenanbau geprägt, wobei vereinzelt auch industrielle Strukturen vorhanden sind. In Yozgat gibt es die Tuborg-Brauerei, das Yibitaş – Lafarge Zementwerk und Yimpaş, bis in die späten 1990er Jahre eines der führenden Kaufhäuser der Türkei, das auch in Deutschland Filialen eröffnete. Die Fernstraße von Ankara nach Kayseri führt durch Yozgat und weiter in den Iran und den Nahen Osten. Die Eisenbahn führt durch Yerköy, Şefaatli und Sarıkent. Şefaatli wurde in den 1940er Jahren wegen der Eisenbahn gegründet und hat mittlerweile über 30.000 Einwohner.

## Verwaltungsgliederung

### Landkreise
Die Provinz gliedert sich in 14 Landkreise:
| Kreis- code 1     | Landkreis (İlçe)  | Fläche 2 (km²) | Bevölkerung (2020) 3 | Bevölkerung (2020) 3       | Anzahl der Einheiten   | Anzahl der Einheiten  | Anzahl der Einheiten | Bevölke- rungs- dichte (Ew./km²) | städt. Anteil (in %) | Sex Ratio 4 | Grün- dungs- datum 5, 6 |
| Kreis- code 1     | Landkreis (İlçe)  | Fläche 2 (km²) | Landkreis (İlçe)     | Verwal- tungssitz (Merkez) | Gemein- den (Belediye) | Stadt- viertel (Mah.) | Dörfer (Köy)         | Bevölke- rungs- dichte (Ew./km²) | städt. Anteil (in %) | Sex Ratio 4 | Grün- dungs- datum 5, 6 |
| ----------------- | ----------------- | -------------- | -------------------- | -------------------------- | ---------------------- | --------------------- | -------------------- | -------------------------------- | -------------------- | ----------- | ----------------------- |
| 1117              | Akdağmadeni       | 1.810          | 42.407               | 22.130                     | 4                      | 19                    | 78                   | 23,4                             | 64,89                | 1000        |                         |
| 1877              | Aydıncık          | 338            | 9.967                | 3.022                      | 2                      | 5                     | 22                   | 29,5                             | 63,45                | 1002        | 1990                    |
| 1198              | Boğazlıyan        | 1.515          | 34.019               | 18332                      | 6                      | 31                    | 22                   | 22,5                             | 82,62                | 966         |                         |
| 1895              | Çandır            | 205            | 4.381                | 3.561                      | 1                      | 10                    | 4                    | 21,4                             | 81,28                | 1054        | 1990                    |
| 1242              | Çayıralan         | 995            | 12.547               | 5.320                      | 2                      | 10                    | 23                   | 12,5                             | 58,57                | 1016        | 1948                    |
| 1245              | Çekerek           | 790            | 19.415               | 9.968                      | 2                      | 8                     | 41                   | 24,6                             | 57,92                | 1036        | 1944                    |
| 1952              | Kadışehri         | 472            | 10.768               | 4.691                      | 2                      | 14                    | 20                   | 22,8                             | 64,91                | 1004        | 1990                    |
| 1733              | Merkez Yozgat     | 2.024          | 104.079              | 90.206                     | 1                      | 27                    | 96                   | 51,4                             | 86,67                | 996         |                         |
| 1982              | Saraykent         | 319            | 12.651               | 5.873                      | 3                      | 12                    | 14                   | 39,7                             | 70,43                | 1000        | 1990                    |
| 1602              | Sarıkaya          | 1.018          | 32.714               | 18.375                     | 2                      | 19                    | 56                   | 32,1                             | 65,26                | 998         | 1957                    |
| 1635              | Sorgun            | 1.768          | 80.525               | 54.743                     | 8                      | 49                    | 74                   | 45,5                             | 85,26                | 996         | 1926                    |
| 1655              | Şefaatli          | 882            | 14.749               | 9.032                      | 1                      | 11                    | 41                   | 16,7                             | 61,24                | 1012        | 1954                    |
| 1998              | Yenifakılı        | 390            | 5.396                | 2.757                      | 1                      | 5                     | 7                    | 13,8                             | 51,09                | 1017        | 1990                    |
| 1726              | Yerköy            | 1.164          | 35.567               | 27.925                     | 1                      | 14                    | 60                   | 30,6                             | 78,51                | 1046        | 1945                    |
| PROVINZ 66 Yozgat | PROVINZ 66 Yozgat | 13.690         | 419.095              |                            | 36                     | 234                   | 558                  | 30,6                             | 76,32                | 1003        |                         |

## Bevölkerung

### Ergebnisse der Bevölkerungsfortschreibung
Nachfolgende Tabelle zeigt die jährliche Bevölkerungsentwicklung nach der Fortschreibung durch das 2007 eingeführte adressierbare Einwohnerregister (ADNKS). Zusätzlich sind die Bevölkerungswachstumsrate und das Geschlechterverhältnis (Sex Ratio d. h. Anzahl der Frauen pro 1000 Männer) aufgeführt. Der Zensus von 2011 ermittelte 465.214 Einwohner, das sind über 200.000 Einwohner weniger als zum Zensus 2000.

| Jahr | Bevölkerung am Jahresende | Bevölkerung am Jahresende | Bevölkerung am Jahresende | Wachstums- rate der Be- völkerung (in %) | Geschlechter verhältnis (Frauen auf 1000 Männer) | Rang (unter den 81 Provinzen) |
| Jahr | gesamt                    | männlich                  | weiblich                  | Wachstums- rate der Be- völkerung (in %) | Geschlechter verhältnis (Frauen auf 1000 Männer) | Rang (unter den 81 Provinzen) |
| ---- | ------------------------- | ------------------------- | ------------------------- | ---------------------------------------- | ------------------------------------------------ | ----------------------------- |
| 2020 | 419.095                   | 209.257                   | 209.838                   | −0,50                                    | 1003                                             | 47                            |
| 2019 | 421.200                   | 210.127                   | 211.073                   | −0,89                                    | 1004                                             | 46                            |
| 2018 | 424.981                   | 211.936                   | 213.045                   | 1,51                                     | 1005                                             | 46                            |
| 2017 | 418.650                   | 208.841                   | 209.809                   | −0,57                                    | 1005                                             | 46                            |
| 2016 | 421.041                   | 210.600                   | 210.441                   | 0,38                                     | 999                                              | 46                            |
| 2015 | 419.440                   | 209.376                   | 210.064                   | −3,03                                    | 1003                                             | 46                            |
| 2014 | 432.560                   | 216.152                   | 216.408                   | −2,62                                    | 1001                                             | 44                            |
| 2013 | 444.211                   | 221.989                   | 222.222                   | −1,99                                    | 1001                                             | 44                            |
| 2012 | 453.211                   | 226.740                   | 226.471                   | −2,68                                    | 999                                              | 44                            |
| 2011 | 465.696                   | 233.267                   | 232.429                   | −2,18                                    | 996                                              | 43                            |
| 2010 | 476.096                   | 237.792                   | 238.304                   | −2,31                                    | 1002                                             | 43                            |
| 2009 | 487.365                   | 244.172                   | 243.193                   | 0,65                                     | 996                                              | 41                            |
| 2008 | 484.206                   | 242.018                   | 242.188                   | −1,61                                    | 1001                                             | 41                            |
| 2007 | 492.127                   | 244.674                   | 247.453                   | −                                        | 1011                                             | 40                            |
| 2000 | 682.919                   | 342.771                   | 340.148                   |                                          |                                                  | 33                            |

### Volkszählungsergebnisse
Nachfolgende Tabellen geben den bei den 14 Volkszählungen dokumentierten Einwohnerstand der Provinz Yozgat wieder.
Die Werte der linken Tabelle sind E-Books (der Originaldokumente) entnommen, die Werte der rechten Tabelle entstammen der Datenabfrage des Türkischen Statistikinstituts TÜIK – abrufbar über diese Webseite:
| Jahr | Bevölkerung | Bevölkerung | Rang |
| Jahr | Provinz     | Türkei      | Rang |
| ---- | ----------- | ----------- | ---- |
| 1927 | 209.497     | 13.648.270  | 27   |
| 1935 | 261.821     | 16.158.018  | 27   |
| 1940 | 276.611     | 17.820.950  | 29   |
| 1945 | 287.371     | 18.790.174  | 29   |
| 1950 | 324.469     | 20.947.188  | 28   |
| 1955 | 359.612     | 24.064.763  | 26   |
| 1960 | 402.400     | 27.754.820  | 27   |

| Jahr | Bevölkerung | Bevölkerung | Rang |
| Jahr | Provinz     | Türkei      | Rang |
| ---- | ----------- | ----------- | ---- |
| 1965 | 437.883     | 31.391.421  | 31   |
| 1970 | 464.410     | 35.605.176  | 30   |
| 1975 | 500.371     | 40.347.719  | 31   |
| 1980 | 504.433     | 44.736.957  | 35   |
| 1985 | 545.301     | 50.664.458  | 36   |
| 1990 | 579.150     | 56.473.035  | 34   |
| 2000 | 682.919     | 67.803.927  | 33   |

Anzahl der Provinzen bezogen auf die Censusjahre:
- 1927, 1940 bis 1950: 63 Provinzen
- 1935: 57 Provinzen
- 1955: 67 Provinzen
- 1960 bis 1985: 73 Provinzen
- 1990: 73 Provinzen
- 2000: 81 Provinzen

### Städte
In der Provinz gibt es 36 Städte (Belediye). Nachfolgende Tabelle zeigt die Einwohnerzahlen Ende 2020, die dazugehörigen Landkreise, die Anzahl der Stadtviertel (Mahalle) und die zur Kommunalwahl gewählten Bürgermeister (mit Parteizugehörigkeit).

Die Türkische Statistik listet selten die Bevölkerung der Städte (Belde) auf, sondern eher die der Stadtviertel (Mahalle). Fett markierte Städte sind die Hauptorte (Merkez) der Landkreise.
| Stadt       | Landkreis   | Einwohner 2020 | Anzahl Mahalle | Bürgermeister        | Partei |
| ----------- | ----------- | -------------- | -------------- | -------------------- | ------ |
| Akdağmadeni | Akdağmadeni | 22.130         | 11             | Nezih Yalçın         | MHP    |
| Araplı      | Sorgun      | 1.765          | 3              | Adem Ertuğrul        | MHP    |
| Aydıncık    | Aydıncık    | 3.022          | 4              | Ahmet Koçak          | AKP    |
| Bahadın     | Sorgun      | 2.540          | 7              | Yurtseven Bozdemir   | DSP    |
| Baydiğin    | Aydıncık    | 3.302          | 1              | Osman Uslu           | AKP    |
| Belekçahan  | Akdağmadeni | 2.020          | 1              | Şahin Arısoy         | AKP    |
| Boğazlıyan  | Boğazlıyan  | 18.332         | 11             | Gökhan Coşar         | AKP    |
| Çandır      | Çandır      | 3.561          | 10             | Mustafa Ertan Örgün  | AKP    |
| Çayıralan   | Çayıralan   | 5.320          | 7              | Ömer Codar           | CHP    |
| Çekerek     | Çekerek     | 9.968          | 6              | Eyüp Çakır           | AKP    |
| Çiğdemli    | Sorgun      | 1.810          | 7              | Ahmet Sungur         | MHP    |
| Dedefakılı  | Saraykent   | 1.471          | 2              | Haydar Coşkun        | AKP    |
| Doğankent   | Sorgun      | 2.303          | 5              | Doğan Sungur         | AKP    |
| Eymir       | Sorgun      | 1.726          | 6              | Çetin Mertoğlu       | AKP    |
| Gülşehri    | Sorgun      | 1.841          | 4              | Ali Ünlü             | AKP    |
| Halıköy     | Kadışehri   | 2.298          | 5              | Zeki Şimşek          | AKP    |
| Kadışehri   | Kadışehri   | 4.691          | 9              | İrfan Akın           | AKP    |
| Karayakup   | Sarıkaya    | 2.974          | 3              | Ahmet Dursel Erdoğan | AKP    |

| Stadt      | Landkreis   | Einwohner 2020 | Anzahl Mahalle | Bürgermeister        | Partei |
| ---------- | ----------- | -------------- | -------------- | -------------------- | ------ |
| Konuklar   | Çayıralan   | 1.976          | 3              | Muammer Çetin        | AKP    |
| Oluközü    | Akdağmadeni | 1.341          | 2              | Hasan Aydınsoy       | MHP    |
| Ovakent    | Boğazlıyan  | 2.389          | 4              | Yusuf Büyük          | AKP    |
| Ozan       | Saraykent   | 1.566          | 2              | Mustafa İleri        | BBP    |
| Özükavak   | Çekerek     | 1.277          | 2              | Oğuz Ünal            | AKP    |
| Saraykent  | Saraykent   | 5.873          | 8              | Ahmet Öçal           | AKP    |
| Sarıkaya   | Sarıkaya    | 18.375         | 16             | Ömer Açıkel          | MHP    |
| Şefaatli   | Şefaatli    | 9.032          | 11             | Müjdat Karaca        | MHP    |
| Sırçalı    | Boğazlıyan  | 1.575          | 2              | Ferit Koçyiğit       | AKP    |
| Sorgun     | Sorgun      | 54.743         | 15             | Mustafa Erkut Ekinci | MHP    |
| Umutlu     | Akdağmadeni | 2.028          | 5              | Turan Koç            | AKP    |
| Uzunlu     | Boğazlıyan  | 1.366          | 5              | Tekin Becerik        | CHP    |
| Yamaçlı    | Boğazlıyan  | 2.622          | 3              | Şaban Altıntaş       | AKP    |
| Yenifakılı | Yenifakılı  | 2.757          | 5              | Soner Yalçın         | İYİ    |
| Yenipazar  | Boğazlıyan  | 1.824          | 6              | Menderes Baran       | MHP    |
| Yeniyer    | Sorgun      | 1.924          | 2              | Burhan Güvenç        | AKP    |
| Yerköy     | Yerköy      | 27.925         | 14             | Ferhat Yılmaz        | İYİ    |
| Yozgat     | Merkez      | 90.206         | 27             | Celal Köse           | AKP    |

### Dörfer
Die 558 Dörfer haben insgesamt 99.222 Einwohner, also durchschnittlich 178 Einwohner je Dorf. Die meisten Dörfer befinden sich im zentralen Landkreis (Merkez), nämlich 96. Von allen Dörfern der Provinz haben nur vier mehr als 1.000 Einwohner: Kazankaya (1.311), Bektaşlı (1.065),Babayağmur (1.063) und Özler (1.002 Einw.). 185 der 558 Dörfer haben mehr als der Durchschnitt (= 178) Einwohner. Der Anteil der ländlichen Bevölkerung beträgt 23,68 Prozent. 14 Dörfer die noch im Jahr 2017 bestanden, wurden 2018 zu Stadtvierteln (Mahalle) von Gemeinden (Belediye) erklärt, die meisten davon aus dem Kreis Kadışehri (5).

## Geschichte
Die Gegend war schon in der Jungsteinzeit besiedelt. Sie war vermutlich zumindest im Norden, hattisch, gehörte dann zum hetithischen Reich. 1398 wurde sie von den Osmanen eingenommen. Nach einer kurzzeitigen Annexion durch die Truppen von Timur Lenk gehört die Region seit 1408 endgültig zum Osmanischen Reich. Die Stadt Yozgat wurde im 18. Jahrhundert gegründet.
Im Distrikt Yozgat, der damals zur Provinz Ankara gehörte, lebten 1914 etwa 33.000 Armenier, die fast alle getötet oder vertrieben wurden. Der Völkermord an den Armeniern war Anfang 1919 Gegenstand des sogenannten Yozgat-Verfahrens, eines Kriegsgerichtsverfahrens.

## Sehenswürdigkeiten
- Çapanoğlu Camii (Große Moschee)
- Çamlık-Nationalpark
- Saatkulesi (Uhrturm)
- Kaplıca Hamam, Heilquelle in Sarikaya
- Kerkenes, Hethitischer Siedlungsplatz
- Gelingülü-Staudamm (Esenli Kasabası)
- Osman Pascha Tekkesi (Moschee)
- Akdağ (Bozok Yaylası)

## Persönlichkeiten
- Cemil Çiçek (* 1946), Parlamentspräsident
- Bekir Bozdağ (* 1965), Justizminister
- Taner Yıldız (* 1962), Energieminister
- Nasuh Akar (1925–1984), Ringer
- Celal Atik (1918–1979), Ringer